# Kállai Lipót
Kállai Lipót, Klauber (Budapest, 1912. december 27. – Pécs, 1989. november 15.) válogatott labdarúgó, csatár.

## Pályafutása

### Klubcsapatban
1935-től volt az Újpest FC labdarúgója volt. A csapattal 1938–39-ben bajnokságot nyert. Összesen 110 bajnoki mérkőzésen szerepelt az újpesti csapatban és 76 gólt szerzett.

### A válogatottban
1936 és 1938 között hat alkalommal szerepelt a magyar válogatottban és négy gólt szerzett.

### Edzőként
1942-ben az Elektromos utánpótlás edzője lett. 1964-ben a Pécsi Ércbányász edzője lett.

## Sikerei, díjai
- Magyar bajnokság
  - bajnok: 1938–39
  - 2.: 1935–36, 1937–38
  - 3.: 1936–37

## Statisztika

### Mérkőzései a válogatottban
| Magyarország | Magyarország       | Magyarország                     | Magyarország  | Magyarország | Magyarország | Magyarország          | Magyarország | Magyarország |
| #            | Dátum              | Helyszín                         | Hazai         | Eredmény     | Vendég       | Kiírás                | Gólok        | Esemény      |
| ------------ | ------------------ | -------------------------------- | ------------- | ------------ | ------------ | --------------------- | ------------ | ------------ |
| 1.           | 1936. április 5.   | Bécs, Hohe Warte                 | Ausztria      | 3 – 5        | Magyarország | barátságos            | 3            | 35' 72' 89'  |
|              | 1936. augusztus 5. | Berlin, Poststadion (GER)        | Lengyelország | 3 – 0        | Magyarország | olimpia, első forduló | -            |              |
| 2.           | 1936. október 18.  | Prága, Sparta-pálya              | Csehszlovákia | 5 – 2        | Magyarország | Európa-kupa           | -            |              |
| 3.           | 1937. április 11.  | Bázel                            | Svájc         | 1 – 5        | Magyarország | Európa-kupa           | -            |              |
| 4.           | 1937. április 25.  | Torino, Benito Mussolini Stadion | Olaszország   | 2 – 0        | Magyarország | Európa-kupa           | -            |              |
| 5.           | 1938. január 9.    | Lisszabon                        | Portugália    | 4 – 0        | Magyarország | barátságos            | -            | 46'          |
| 6.           | 1938. január 16.   | Luxembourg                       | Luxemburg     | 0 – 6        | Magyarország | barátságos            | 1            | 73'          |
|              | Összesen           |                                  |               | 6            | mérkőzés     |                       | 4            | gól          |